# Atsushi Kawata
Atsushi Kawata (河田 篤秀 Kawata Atsushi?), född 18 september 1992 i Osaka prefektur, är en japansk fotbollsspelare.
Kawata började sin karriär 2015 i Albirex Niigata Singapore. 2017 flyttade han till Albirex Niigata. Han spelade 50 ligamatcher för klubben. 2019 flyttade han till Tokushima Vortis.